# Seeschlacht bei Porto Praya
Pondicherry – Sadras – Providien – Negapatam – Trincomalee – Cuddalore I – Cuddalore II
Die Seeschlacht bei Porto Praya war eine Seeschlacht, die während des Amerikanischen Unabhängigkeitskrieges bzw. des  vierten Englisch-Niederländischen Krieges am 16. April 1781 zwischen einem britischen Geschwader unter Kommodore George Johnstone und einem französischen Geschwader unter Pierre André de Suffren stattfand.
Beide Geschwader waren auf dem Weg zum Kap der Guten Hoffnung: die Briten, um die dortige Kolonie von den Niederländern zu erobern, die Franzosen, um bei der Verteidigung des Kaps und der französischen Besitzungen im Indischen Ozean zu helfen. Der britische Konvoi und sein Begleitgeschwader waren in Porto Praya (heute Praia) auf den portugiesischen Kapverden vor Anker gegangen, um Wasser aufzunehmen, als das französische Geschwader eintraf und sie vor Anker angriff.
Aufgrund der unerwarteten Art der Begegnung war keine der beiden Flotten zum Kampf bereit, und in der ergebnislosen Schlacht erlitt die französische Flotte mehr Schaden als die britische, obwohl keine Schiffe verloren gingen. Johnstone versuchte, die Franzosen zu verfolgen, musste die Verfolgung jedoch abbrechen, um die Schäden an seinen Schiffen reparieren zu lassen.
Die Franzosen errangen einen strategischen Sieg, da Suffren Johnstone am Kap zuvorkam und die niederländische Garnison verstärkte, bevor er seine Reise zur Île de France (dem heutigen Mauritius) fortsetzte.

## Hintergrund
Frankreich war 1778 in den Amerikanischen Unabhängigkeitskrieg eingetreten, und Großbritannien erklärte der Niederländischen Republik Ende 1780 den Krieg, als die Niederländer sich weigerten, den Handel mit den Franzosen und Amerikanern einzustellen. Johnstone wurde beauftragt, eine Expedition zur Eroberung der niederländischen Kolonie am Kap der Guten Hoffnung anzuführen.
Am 13. März 1781 stach Johnstone mit einer Flotte von 37 Schiffen, darunter fünf Linienschiffe, drei Fregatten und eine große Anzahl von Truppentransportschiffen, von Spithead aus in See. Anfang April ankerte die Flotte im neutralen Hafen von Porto Praya auf den portugiesisch kontrollierten Kapverden, um Wasser und Vorräte aufzunehmen.
Suffren war mit der Mission entsandt worden, den französischen und niederländischen Kolonien in Indien militärische Hilfe zu leisten. Er führte eine Flotte von fünf Linienschiffen, sieben Transportschiffen und einer Korvette zur Eskorte der Transportschiffe an. Am 22. März stach er in Begleitung einer Flotte unter Admiral de Grasse mit Ziel Nordamerika in See. Über den Aufbruch von Johnstones Geschwader war er unterrichtet und hatte daher das Ziel, als Erster das Kap zu erreichen.
Eines von Suffrens Schiffen, die Artésien, war ursprünglich allerdings für Amerika bestimmt gewesen und benötigte Wasser. Daher machte die französische Flotte am 16. April bei ihrer Annäherung vor Santiago Halt, und Suffren befahl der Artésien, in den Hafen einzulaufen.

## Die Schlacht
Als die Artésien die Einfahrt des Hafens erreichte, entdeckte sie die vor Anker liegende britische Flotte und signalisierte Suffren, dass der Feind in Sicht war. Suffren, der (zu Recht) davon ausging, dass die Flotte Männer an Land hatte und in Unordnung war, gab sofort den Befehl zum Angriff und führte sein Geschwader auf seinem Flaggschiff, der Héros, an. Johnstone, der gerade Schiffsmanöver anordnete, um Schiffe auf Abstand zu bringen, die zu nahe aneinander getrieben waren, als das französische Geschwader gesichtet wurde, musste die Flotte sofort kampfbereit machen.
Suffrens Befehl lautete, dass seine Linie vor der britischen Flotte ankern und das Feuer eröffnen sollte. Dies tat er mit der Héros und nahm es mit der Hero und der Monmouth, den beiden größten britischen Schiffen, auf. Die Annibal kam ihm bald zu Hilfe und zog schließlich den Großteil des Feuers auf sich. Die Artésien, dessen Kommandant früh im Gefecht getötet wurde, kaperte im Durcheinander den Ostindienfahrer Hinchinbrooke, der dann von einer Brise aus dem Gefecht geweht wurde. Die Vengeur passierte die vor Anker liegende britische Flotte und tauschte Breitseiten aus, konnte jedoch selbst nicht ankern und schied aus dem Gefecht aus. Auch die Sphinx konnte nicht ankern und trug nur minimal zum Gefecht bei.
Suffren, der den Überraschungsvorteil nutzte, hielt das Gefecht mit den beiden vor Anker liegenden Schiffen neunzig Minuten lang aufrecht, bis ihn Schäden (die Annibal verlor zwei von drei Masten) dazu zwangen, unter Beibehaltung des Feuers den Rückzug zu signalisieren. Die Annibal verlor ihren dritten Mast auf dem Weg aus dem Hafen und folgte der Héros nur langsam.
Die Franzosen erbeuteten die Ostindienfahrer Hinchinbrook und Fortitude, den Brander Infernal und das Proviantschiff Edward. Die Briten eroberten sie jedoch in den nächsten Tagen alle zurück.

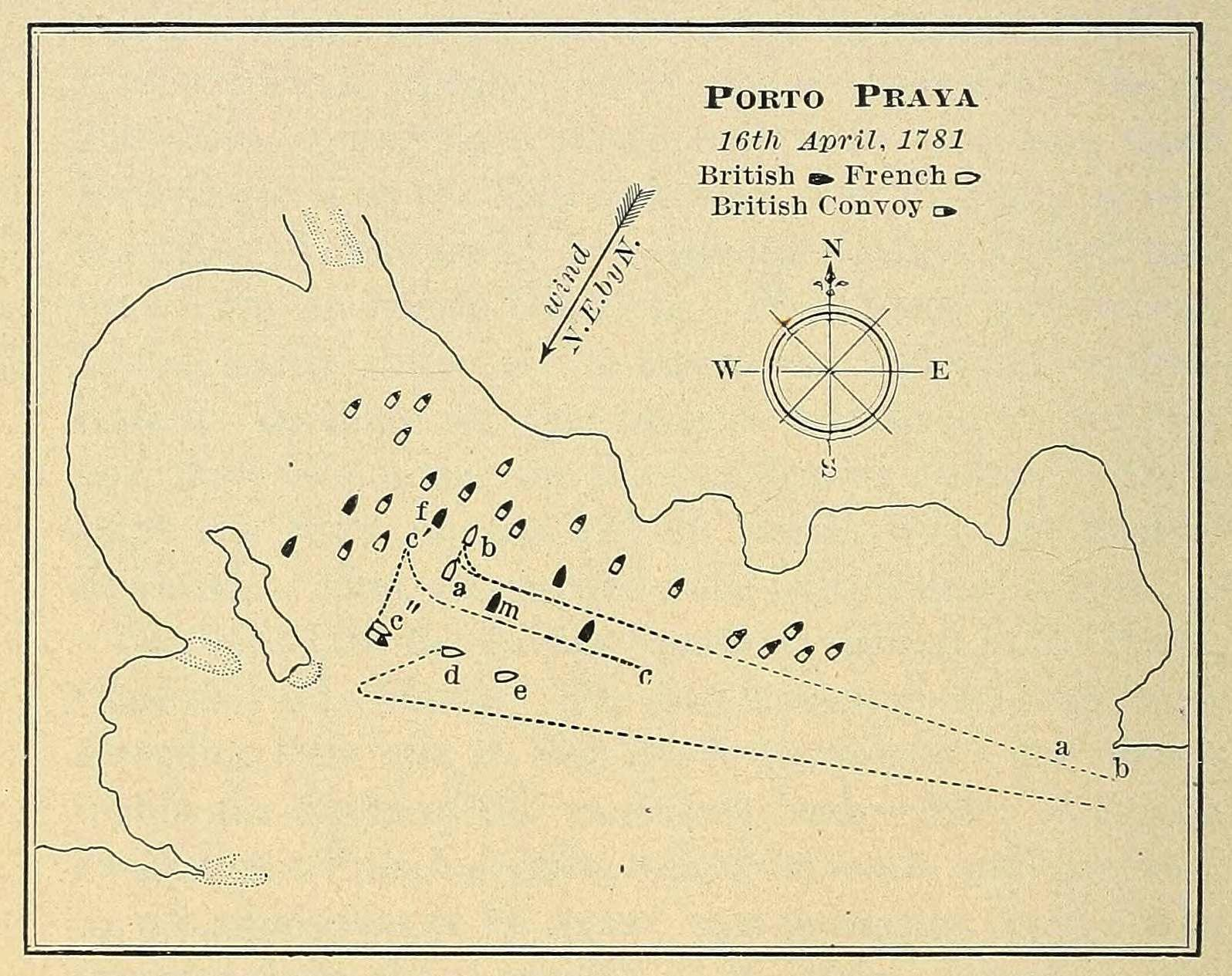
Eine Karte der Schlacht mit den wichtigsten Schiffsbewegungen
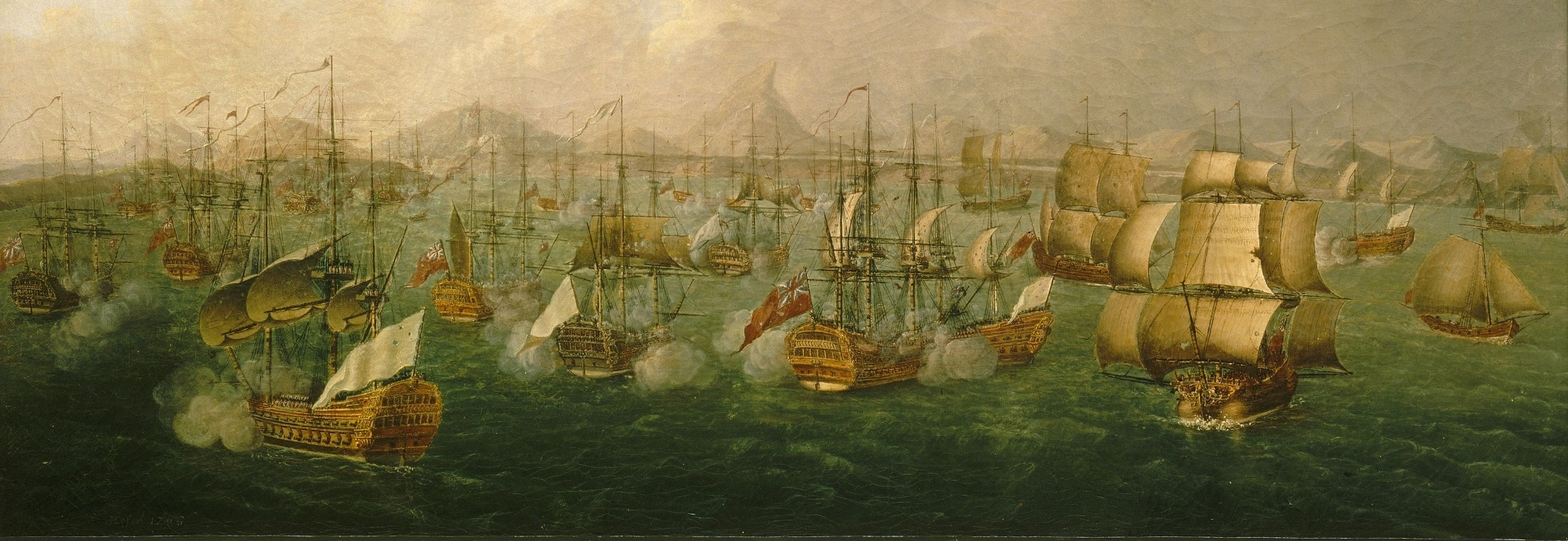
Nachkriegsdarstellung von Rossel de Cercy.

## Nachwirkungen
Suffren versammelte sein Geschwader etwas entfernt vor dem Hafen, um die Schäden zu begutachten und erste Reparaturen der schwersten Schäden durchzuführen. Terror und Infernal waren auf See und wurden von den Franzosen beschossen. Obwohl sie in Brand gesteckt wurden, entkam die Terror und ihre Besatzung löschte die Flammen. Die Franzosen nahmen Infernal und Kapitän Henry D'Esterre Darby sowie die übrige Besatzung gefangen.
Auch Johnstone machte sein Geschwader bereit und verließ etwa drei Stunden später den Hafen zur Verfolgung. Als sich Johnstone mit Rückenwind Suffren näherte, formierte dieser seine Schiffe erneut in Schlachtlinie. Johnstone näherte sich noch bis auf das Anderthalbfache der Kanonenreichweite. Als er jedoch sah, dass die Franzosen nicht zurückwichen, hielt er es für besser, den Kampf nicht wieder aufzunehmen, zumal die Isis zu stark beschädigt war. Er kehrte für weitere Reparaturen wieder in den Hafen zurück. Vorher gelang es ihm jedoch, die Infernal zurückzuerobern, entweder, da ihre verbleibende Besatzung die unvorbereitete Prisenbesatzung bereits angegriffen hatte. oder, weil die Prisenbesatzung das Schiff beim Herannahen des britischen Geschwaders aufgab. Weiterhin verließen die französischen Prisenbesatzungen auch die Hinchinbrook und die Edward. Die Briten bargen die Schiffe einige Tage später.
Suffrens Geschwader erreichte das Kap der Guten Hoffnung am 21. Juni. Die Truppentransporter trafen neun Tage später ein. Dies war ein bedeutender französischer Erfolg, da die Rettung des Kaps die Route zum Indischen Ozean offen hielt. Nach einem Monat Reparaturen und Wiederbewaffnung ließ er 500 Mann zur Verteidigung der niederländischen Kolonie zurück und setzte seine Reise zur Ile-de-France fort, um sich Thomas d’Estienne d’Orves anzuschließen und den Krieg in Indien fortzusetzen. Dieser Erfolg brachte Suffren nach dem Tod des Grafen von Orves auch den Rang eines Chef d’escadre (Konteradmiral) ein, ein Titel, der ihm im Vorjahr verweigert worden war, weil er in der Beförderungstabelle noch zu weit unten stand.
Johnstone hingegen steuerte weiterhin das Kap an und kam im Juli an. In der Saldanha-Bucht erbeutete er fünf Schiffe der Niederländischen Ostindien-Kompanie als Prisen, entschied sich jedoch in der Folge gegen eine Landung und kehrte er nach England zurück.

## Erinnerung
Ein U-Boot der französischen Agosta-Klasse wurde in Erinnerung an die Schlacht La Praya (S 622) getauft.

## Bibliografie
- François Caron: Le Mythe Suffren. Service historique de la Marine. Vincennes. 1996.
- Charles Cunat: Histoire du Bailli de Suffren. A. Marteville & Lefas. Rennes. 1852.
- Alain Demerliac: La Marine De Louis XVI: Nomenclature Des Navires Français De 1774 À 1792. Éditions OMEGA. Nizza. 1996.
- David J. Hepper: British Warship Losses in the Age of Sail, 1650-1859. Jean Boudriot. Rotherfield. 1994.
- G. Lacour-Gayet: La marine militaire de la France sous le règne de Louis XV. Honoré Champion. Paris. 1910.
- George McCall Theal: History of South Africa under the administration of the Dutch East India Company, 1652 to 1795. Ptd. S. Sonnenschein & Co. 1897.
- Georges Lacour-Gayet: La Marine militaire de France sous le règne de Louis XVI. Honoré Champion. Paris. 1905
- Rémi Monaque: Suffren: un destin inachevé (Biographie). Éditions Tallandier. Paris. 2009. ISBN 978-2-847-34333-5.
- Michel Vergé-Franceschi (Hrsg.): Dictionnaire d’Histoire maritime. Éditions Robert Laffont. Sammlung « Bouquins ». 2002
- Guy Le Moing: Les 600 plus grandes batailles navales de l’Histoire. Marines Éditions. Rennes. Mai 2011. ISBN 978-2-35743-077-8.
- George Bruce Malleson: Final French Struggles in India and on the Indian Seas. W.H. Allen. 1884.